# Cucina ciadiana

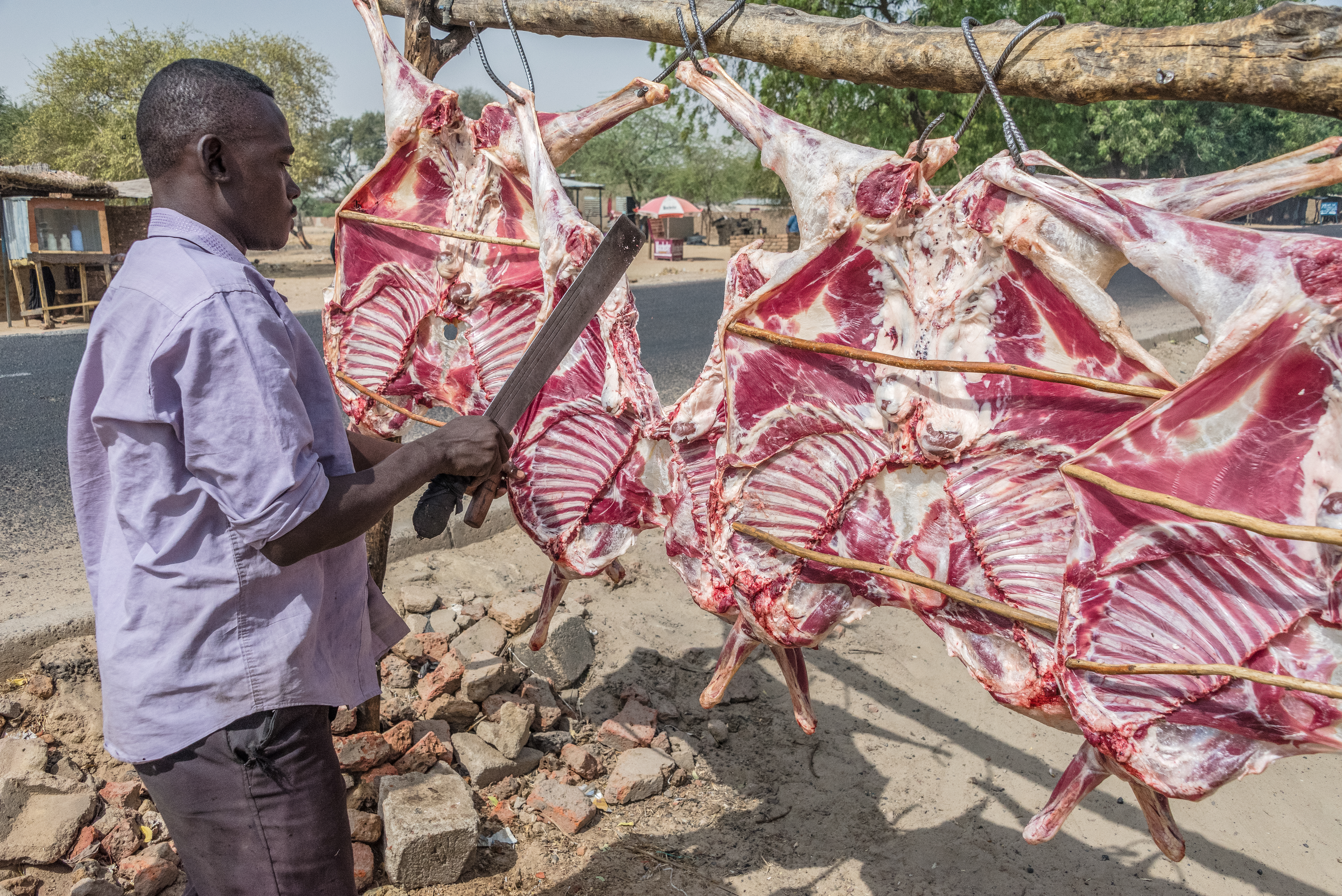
Carne alla griglia

La cucina ciadiana comprende le abitudini culinarie del Ciad. Essa varia da regione a regione e si basa su un grande assortimento di prodotti, nonostante il clima arido del paese.

## Descrizione

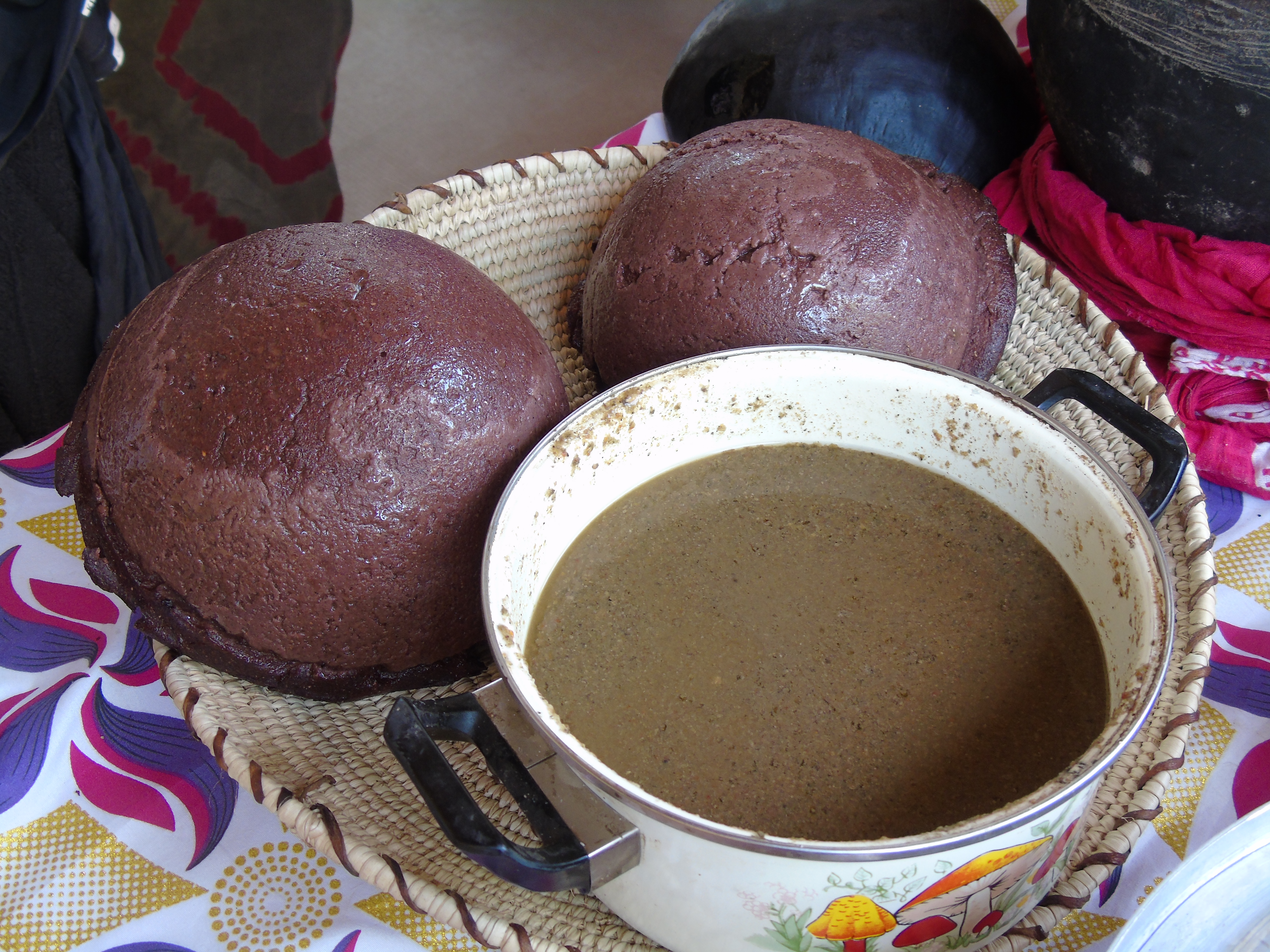
Boule fatto con sorgo rosso

La cucina ciadiana si fonda sul consumo di sorgo e di miglio. Da questi cereali si produce un porridge addolcito chiamato bouille, tipicamente consumato in occasione della rottura del digiuno nel Ramadan oppure a colazione, ed è consigliato alle donne incinte o ai malati.
Il piatto nazionale del paese è il boule, un impasto sferico a base di miglio che viene immerso in una salsa a base di gombi, aglio, pomodori secchi e peperoncino. Nel nord del paese i sughi tendono a essere più speziati e a includere più carne, come nella regione del Sahel, dove è diffusa la carne di capra cotta alla griglia e condita con succo di limone e peperoncini secchi. Il nasbif è una salsa piccante tipicamente settentrionale a base di carne e salsa di pomodoro, mentre a sud è diffusa una salsa di burro di arachidi.
La carne più diffusa tra i ciadiani è quella di capra, in quanto il vitello viene preferito per la produzione di latte. Un piatto cucinato soprattutto in occasione delle feste è il marrana, uno stufato a base di frattaglie, mentre la jarret de boeuf consiste in una zuppa di verdure con tre zampe di vitello.
Il pesce viene affumicato per via della mancanza di refrigeratori. Un tipo di pesce esportato anche in altri stati africani è il banda. Esso è popolare tra gli hausa, i kotoko e i bornuan. Sono diffusi anche il persico del Nilo e il balbout, una sorta di pesce gatto.
Riso e pasta vengono consumati raramente e sono riservati alle occasioni speciali. Nelle grandi città come N'Djamena sono diffuse le  boulangeries, i panifici che vendono pane francese e dessert. Il pane viene consumato con formaggio o come accompagnamento per insalate di lattughe, cetrioli, avocado e carote.
Il Ciad dispone di frutta stagionale come guava, banana e mango, e nelle regioni settentrionali sono popolari i datteri. Il latte può essere riscaldato e addolcito con lo zucchero, oppure può essere il prodotto base dello yogurt o del burro. Tra le bevande si cita una birra a base di miglio denominata bili bili, prodotta dalle casalinghe soprattutto nel sud del paese. La città di Moundou è sede della Gala Brewey. Una versione meno alcolica del bili bili è la cochette. Sono diffusi anche Coca-Cola e succhi di frutta all'ibisco.

## Abitudini culinarie
La colazione non è popolare tra i ciadiani, a differenza del pranzo che è il pasto più importante della giornata. La preparazione dei cibi spetta alle donne, le quali mangiano con i bambini separatamente dagli uomini. Il pasto viene consumato generalmente seduti a terra attorno a un tappeto posto all'esterno della casa. I commensali iniziano a mangiare solo dopo una preghiera di ringraziamento oppure quando il padrone di casa lo consente. Rifiutare il cibo è considerato un gesto scortese, e quando l'ospite smette di mangiare, anche il resto dei commensali si ferma e considera finito il proprio pasto.
L'ospitalità è un valore molto importante nella cultura ciadiana. Ogni padrone di casa si prodiga per offrire all'ospite dell'acqua fresca o un posto all'ombra, e le donne tendono a cucinare almeno per due persone in più, tenendosi pronte nell'eventualità che si unisca qualche conoscente al pranzo.
Mangiare in pubblico è considerato un gesto di mal costume, per questo i ristoranti possiedono delle recinzioni in paglia che proteggono la privacy dei clienti. I ciadiani mangiano solitamente con la mano destra, una consuetudine che è di origine islamica, ma che viene praticata anche dagli altri gruppi religiosi. Vi sono anche delle limitazioni destinate ad alcune persone: ad esempio le donne incinte non possono mangiare determinati alimenti, per evitare che il feto sia troppo grande, e si ritiene che dando da mangiare delle uova ai bambini li renda dei ladri.